# Team Wit
Il Team Wit (codice UCI: WIT) era una squadra maschile italiana di ciclismo su strada. Attiva dal 2011 al 2012, nei due anni di attività ebbe licenza di UCI Continental Team, potendo così partecipare alle gare dei Circuiti continentali UCI. Il team era gestito da Lorenzo Di Silvestro, assistito dal team manager Ruggero Borghi, e sponsorizzato dal marchio di orologi WIT?.

## Cronistoria

### Annuario
| Anno | Codice  | Nome                             | Cat. | Biciclette | Dirigenza                                                                          |
| ---- | ------- | -------------------------------- | ---- | ---------- | ---------------------------------------------------------------------------------- |
| 2011 | DSL WIT | DSL Wit (da metà marzo)          | CT   | Rossin     | Manager: Lorenzo Di Silvestro Dir. sportivi: Ruggero Borghi                        |
| 2012 | WIT     | Team Wit (sospesa dal 31 maggio) | CT   | Rossin     | Manager: Lorenzo Di Silvestro Dir. sportivi: Giancarlo Raimondi, Pietro Illarietti |

### Classifiche UCI
| Anno | Class.    | Pos. | Migliore cl. individuale |
| ---- | --------- | ---- | ------------------------ |
| 2011 | Europe T. | 82º  | Diego Tamayo (384º)      |

## Palmarès

### Grandi Giri
- Giro d'Italia

Partecipazioni: 0
Vittorie di tappa: 0
Vittorie finali: 0
- Tour de France

Partecipazioni: 0
Vittorie di tappa: 0
Vittorie finali: 0
- Vuelta a España

Partecipazioni: 0
Vittorie di tappa: 0
Vittorie finali: 0